# Tabasalu
Tabasalu är en småköping (estniska: alevik) i nordvästra Estland. Den ligger i Harku kommun i landskapet Harjumaa. Antalet invånare var 3 527 år 2011.
Tabasalu ligger 34 meter över havet och terrängen runt orten är platt. Runt Tabasalu är det ganska glesbefolkat, med 36 invånare per kvadratkilometer. Närmaste större samhälle är Tallinn, 12 km öster om Tabasalu. Omgivningarna runt Tabasalu är en mosaik av jordbruksmark och naturlig växtlighet.
Inlandsklimat råder i trakten. Årsmedeltemperaturen i trakten är 2 °C. Den varmaste månaden är juli, då medeltemperaturen är 17 °C, och den kallaste är januari, med −11 °C.